# Georg Heinrich Borowski
Pour les articles homonymes, voir Borowski.
Georg Heinrich Borowski est un naturaliste prussien, né en 1746 et mort en 1801.
Il est professeur d'histoire naturelle et d’économie domestique à Francfort-sur-l'Oder.